# Громади Німеччини

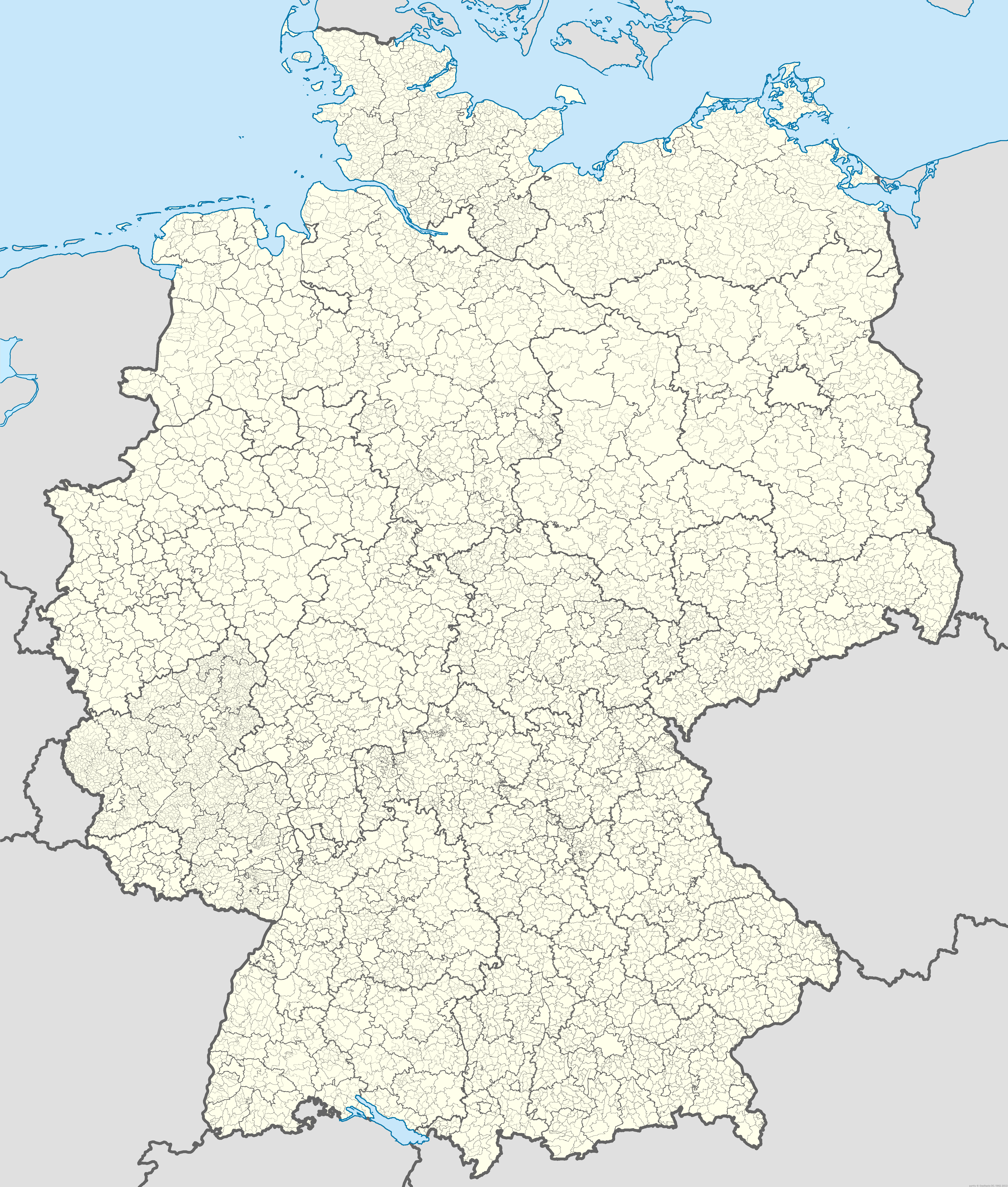
Карта районів та громад Німеччині

Громада або комуна (нім. Gemeinde) в політичній системі Німеччини — найнижча ланка у структурі державного адміністрування, носій комунального самоврядування та народовладдя. Громадою може бути місто, сільське поселення, сукупність кількох поселень.
У вертикальній структурі управління Німеччини, громади утворюють найнижчий ступінь. Всі вони є частиною наступної вище за рангом державної ступені управління, а саме району, землі та федерації. У 1965 — 1975 роках у ФРН була проведена реформа місцевого самоврядування, скоротила в декілька разів кількість громад шляхом їх об'єднання. Станом на 1 січня 2025 року в Німеччині було 10 750 громад, з них 2056 міст і 8694 громад без муніципальних прав.
Конституціями всіх земель передбачено обов'язкова умова існування громади, а саме роздільне існування представницького та виконавчого органів влади. Громадські органи самоврядування формуються шляхом прямих, рівних і загальних виборів. У невеликих громадах роль представницького органу може грати збори всіх жителів.

## Фінансове становище
Однією з причин погіршення фінансового стану місцевих бюджетів громад Німеччини — заборгованість, яка виникає після постійного використання позик на покриття бюджетних дефіцитів й фінансування капіталовкладень. Але, витрати громад ніколи не забезпечувалися лише надходженнями з податків. Для фінансування витрат місцевих бюджетів громад, вони отримують цільові та загальні дотації від федерального уряду.